# Neural Computation
Neural Computation est une revue scientifique mensuelle évaluée par les pairs qui examine tous les aspects des réseaux de neurones artificiels, y compris la modélisation du cerveau et la conception et la construction de systèmes de traitement de l'information à inspiration neurale.